# 윤간 (군인)
윤간(尹旰, 1573년 - 1665년 2월 12일)은 조선 중기, 후기의 무신, 군인이다. 서자였으나 허통(許通)되어 관직에 나갈 수 있었다. 1591년 광국원종공신 3등(光國原從功臣三等)에 책록되었고 임진왜란 시 일가를 따라 의주 파천에 참여하였다. 1604년 호성원종공신 3등에 녹훈되고, 1609년(광해군 1)에 무과(武科)에 급제, 선전관, 종성부사 등을 거쳐 1617년~1618년 인목대비 폐비 논의 당시, 정청에 참여를 거부하였다.
1618년 첨지가 되었다. 이후 외직을 자처하여 1620년(광해군 12) 함경도 경성부사, 1621년 종성부사, 1623년(광해군 15) 호군을 거쳐 그해 3월의 인조반정에 참여하였다. 호군아 되었다가 다시 종성부사를 거쳐 1628년 강서현령, 1629년 안주목사 겸 방어사 병마절도사에 이르렀다. 1644년(인조 22) 다시 강서현령으로 부임하였다. 1614년(광해군 6년) 8월 27일 위성원종공신 3등(衛聖原從功臣三等)에 책록되었다. 본관은 해평(海平)으로 자(字)는 유자(幼孜), 유경(幼敬)이고, 오음 윤두수(尹斗壽)의 아들이다.

## 생애

### 생애 초반
윤간은 1573년(선조 6)에 태어났으며 조부는 군자감정, 사도시부정(司導寺副正)을 지내고 증 이조참판과 증 의정부영의정 해징부원군(海澄府院君)에 추증된 지족암 윤변(知足庵 尹忭)이고, 의정부 영의정 오음 윤두수(尹斗壽)의 다섯째 아들이며, 어머니는 평안도 출신이다. 어머니의 출신과 본관은 알 수 없으나, 그가 무과에 급제할 1609년(광해군 1) 무렵에는 생존해 있었다.
그의 출생년도는 기록이 사라져 오랫동안 실전되었다가, 만력37년기유10월14일증광문무과방목(萬曆三十七年己酉十月十四日增廣文武科榜目)의 급제자 란에 생년이 계유(癸酉)로 되어 있어 계유년(1573년)생인 것이 확인되었다. 정확한 생일은 기록이 전하지 않아 알 수 없다.
영의정을 지낸 윤방(尹昉), 지중추부사를 지냈으며 윤치호, 윤보선의 선조가 되는 도재 윤흔(陶齋 尹昕), 윤휘(尹暉), 황해도, 평안도관찰사와 부체찰사를 지낸 백사 윤훤(白沙 尹暄) 등은 모두 그의 이복 형들이었다. 선조의 서녀 정혜옹주의 남편 윤신지는 그의 조카였다. 숙부는 해원부원군 월정 윤근수이고, 이복 백부는 윤춘수, 윤담수이다.
1591년(선조 24) 광국원종공신 3등(光國原從功臣三等)에 녹훈되었다. 1592년(선조 25) 4월 임진왜란이 터지고 선조의 어가가 의주로 몽양갈 때 동참한 호종한 공로로, 훗날 1604년 호성원종공신 3등에 녹훈되었다.

### 관직 생활
전란 종결 이후 수문장(守門將)이 되고, 1601년(선조 34) 부친상으로 사직했다가 1603년 다시 수문장(守門將)으로 복직하고, 1604년(선조 37) 겸사복(兼司僕)을 역임했다. 겸사복 재직 중 1604년 4월 5일 호성원공공신 3등에 책록되었다. 어느 시점에 허통(許通)이 되었는지 알 수 없으나  한국국학진흥원에서 소장 중인 만력37년기유10월14일증광문무과방목(萬曆三十七年己酉十月十四日增廣文武科榜目)의 급제자방에 의하면 그는 허통이었다 한다.
1609년(광해군 1)에 증광 무과(增廣武科)에 병과(丙科) 10위로 급제, 선전관, 종성부사, 첨사 등을 거쳐 1614년(광해군 6년) 8월 27일 위성원종공신 3등(衛聖原從功臣三等)에 책록되었다.
1617년(광해군 9) 부령부사가 후임자를 여러 명 천거할 때 그를 추천했으나, 선발되지 못했다.1617년(광해군 9)부터 1618년(광해군 10) 공론에 의해 인목대비의 폐모를 주청하는 논의에 형 윤방이 불참하자 그도 역시 참여를 거부하고 불참하였다. 그는 서자는 어머니도 없는가 라며 불만을 토로했다 한다. 1618년(광해군 10) 5월 첨지사(僉知事)로 재직 중 안동에 내려가 있었다. 이후 외직을 자청하여 1620년(광해군 13년) 함경도 경성부사(鏡城府使), 1621년 종성부사(鍾城府使)로 부임하였다. 이때 김류 등이 외지로 부임해서는 안된다고 만류하였으나 외직을 자청하였다. 1623년 호군이 되었다.

### 인조 반정 전후
1623년(광해군 15) 3월의 인조 반정을 지지하였고 호군을 거쳐, 그해 평안도 강서군의 학동서원을 개보수하였다. 춘관통고 권 38에 의하면 숙종계해(1683년) 현령 윤간 창건(肅宗癸亥 縣令尹旰創建)이라 하였으나, 윤간은 1665년에 사망했으므로 이는 오기이다.
1625년 진무원종공신 1등(振武原從功臣一等)에 책록되었다. 이후 별장(別將)을 역임했다.
1625년 8월 12일 인조로부터 이민구(李敏求)를 통해 궁시(弓矢)를 하사받았다. 1626년(인조 4) 4월 임기가 만료되면서 병조의 계로 경상도우수영 우후(慶尙道右水營虞候)에 추천되었으나, 평안도에서 아병(牙兵)을 모집하는 일을 담당하고 있다 하여, 평안도관찰사의 건의로 유임되어 계속 서도(西道)의 일에 전념하였다.

### 후기 활동
1626년 4월 가의대부(嘉義大夫) 행용양위(行龍驤衛)로 승진하고, 1628년(인조 6) 5월 25일에 강서현령(江西縣令)으로 발령받았다. 강서현령 재임 중 송정(松亭) 김반(金泮)을 모신 사당 학동서원(鶴洞書院)을 복건(復建)하였다.
그해 말 동지중추부사로 승진했다. 동지 재직 중인 1628년(인조 6) 유효립의 옥사 당시 진압을 도운 공로로 영사원종공신 1등(寧社原從功臣一等)에 책록되었다. 1629년 안주목사 겸 방어사(安州牧使兼防禦使)로 부임하였다. 이후 병마절도사에 이르렀다. 1637년(인조 14년) 아들 윤겸지가 남한산성에서 순국하여, 아들 겸지의 공로로 그에게 특별히 훈련도정(訓鍊都正)에 제수되었다. 1644년 다시 강서현령으로 부임하였다. 이때 학동서원 원기(院記)와 봉안제문(奉安 祭文)을 지었다. 이후의 행적은 알려진 것이 없다.
1665년(현종 6) 2월 12일에 사망했다.

## 사후
증직 여부와 시호 여부는 기록이 실전되어 알 수 없다. 묘소는 경기도 수원군 북부면 또는 일용면 석산동(현, 수원시 장안구 연무동) 입모봉(笠帽峰) 간좌(艮坐)에 매장되었다. 후처 정선전씨의 묘소와 쌍봉으로 되어 있다. 본처 여흥이씨의 묘소는 경기도 수원군 남부 구산동(현, 경기도 수원시 팔달구 구천동) 자좌(子坐)에 있다.

## 가족 관계
- 증조부 : 윤희림(尹希琳)
  - 조부 : 윤변(尹忭)
  - 조모 : 이씨
    - 이복 백부 : 윤담수(尹聃壽)
    - 이복 백부 : 윤춘수(尹春壽)
    - 이복 백부 : 윤기수(尹期壽)

  - 조모 : 현씨, 아버지 윤두수, 숙부 윤근수의 생모
    - 숙부 : 윤근수(尹根壽)
    - 숙모 : 조씨, 조안국(趙安國)의 딸
      - 사촌 : 윤환(尹晥, 1556년 - ?)
      - 사촌 : 윤질(尹晊)
      - 사촌 : 윤명(尹㫥)
      - 사촌 : 윤유(尹曘)
      - 사촌 : 윤환(尹㬇)
      - 사촌 : 윤민(尹旼)

    - 아버지 : 윤두수(尹斗壽)
    - 어머니 : 황씨
      - 이복형 : 윤방(尹昉), 윤덕영, 윤택영의 선조
      - 이복형 : 윤흔(尹昕), 윤영렬, 윤웅렬의 7대조
      - 이복형 : 윤휘(尹暉)
      - 이복형 : 윤훤(尹暄)
      - 형 : 윤우(尹旴)
- 부인 : 여흥이씨(驪州李氏), 세자익위사 부솔(世子翊衛司副率) 이진(李鎭)의 딸
  - 아들 : 윤연지(? ~ 1631년 윤11월 26일)
  - 아들: 윤흠지(尹欽之, 1599년 ~ 1663년 3월 10일)
  - 사위 : 한진겸(韓震謙)
  - 사위 : 유몽립(柳夢立)
- 부인 : 정선전씨, 전인경(全仁慶)의 딸
  - 아들: 윤겸지(尹謙之 1612년 ~ 1637년 1월 25일), 병자호란 시 남한산성에서 전사
  - 아들: 윤전지(尹全之)
  - 아들: 윤임지(尹任之)
  - 아들: 윤간지(尹柬之)
  - 아들: 윤선지(尹善之)
- 첩 : 이름미상
  - 서녀 : 해평윤씨
  - 서녀사위 : 연성령 이충원(延城令 李忠元), 중종왕자 해안군 이기 후손 오산군 이현(烏山君 李㟓)의 아들

## 기타
아들 윤겸지는 무과에 급제하여 선전관, 훈련도감 우별초관(右別哨官)을 지내고 병자호란 때 전사하였다.
1636년(인조 14년) 1월 25일 훈련도감 우별초관으로 재직 중 술에 취하여 저지른 실수로, 훈련도감의 보고 후 태거(汰去)를 받았다. 다시 선전관으로 강등당했다가 병자호란이 터지자 인조를 남한산성까지 수행하였다. 1637년 1월 25일 남한산성의 동쪽 성문을 지키다가 탄환에 맞고 죽었다. 그가 임종에 달하자 특지로 절충장군 훈련원도정에 제수하였다는 교지가 당도하여 선전관이 읽어주자마자 숨이 끊어졌다 한다. 시신은 병자호란 종결 후 선산 근처에 매장되었다.
승정원일기에 의하면 1756년(영조 32) 홍상한이 윤겸지에게 다시 포증해줄 것을 건의했는데, 윤겸지의 추가 증직은 알려지지 않고 있다.

## 같이 보기
- 종계변무
- 인조반정
- 병자호란
- 윤두수
- 윤근수
- 윤춘수
- 윤훤
- 원종공신

## 참고 자료
- 광해군일기
- 해평윤씨 세보
- 승정원일기
- 오음유고(梧陰遺稿)
- 기년편고